# Elise Addis
Elise Marie Addis, née Weber, mais conhecida como Elise Addis (Elk Grove Village, 26 de julho de 1987), é uma futebolista estadunidense que atua como zagueira. Na segunda década do século XXI, joga pelo Saint Louis Athletica.